# Attentats pendant la guerre d'Algérie
La guerre d'Algérie a connu de nombreux attentats contre les populations civiles des départements d'Algérie et de France métropolitaine, toutes confessions et tous milieux sociaux confondus. Tous les belligérants du conflit ont commis des attentats, plus ou moins revendiqués : les indépendantistes du FLN (à la suite de l'Organisation spéciale), les communistes, les anti-indépendantistes de l'armée française (Organisation de la résistance de l'Algérie française – ORAF), de l'Organisation armée secrète (OAS), des services secrets français proches des milieux gaullistes (barbouzes du MPC, La Main rouge).

## Généralités

### Terrorisme nationaliste
Alors pour l'historien Jean-Charles Jauffret, « le terrorisme a été l'une des principales armes utilisées par les nationalistes algériens du FLN-ALN et par leurs concurrents du MNA ». Le terrorisme est l'emploi délibéré de la violence (attentats, assassinats, enlèvements, etc.) à des fins politiques, de telle sorte que leur retentissement psychologique – terreur et peur – dépasse largement le cercle des victimes directes pour frapper massivement l'opinion publique concernée.

### Terrorisme anti-nationaliste
Selon Jean-Charles Jauffret, c'est le terrorisme employé par les indépendantistes du FLN qui a suscité un terrorisme de représailles de la part des anti-indépendantistes. Après les massacres du Constantinois en 1955, les autorités militaires françaises ont créé des groupes d'autodéfense et au sein de ces nouvelles formations sont nées des unités secrètes de « contre-terrorisme », utilisant les mêmes moyens que le FLN. Dans ce contexte sont apparus les premiers attentats de l'ORAF, à partir de 1956, puis dès 1961, ceux de l'OAS.

### Bilans
Selon Louis Joxe, la guerre d'indépendance menée par le FLN a causé dans la population civile 19 166 tués (dont 2 788 Européens et 16 378 Algériens) et 21 151 blessés (dont 7 541 Européens et 13 610 Algériens). Le nombre de disparus civils s'élève à 13 296 Algériens et 371 Européens jusqu'au 19 mars 1962.

## Extension géographique

### Terrorisme en Algérie
L'une des formes les plus connues du terrorisme durant la guerre d'Algérie est celle du terrorisme urbain, Alger et Oran seront ainsi le siège d'attentats de masse relayés par les médias de métropole, dont l'Office de radiodiffusion-télévision française (RTF). En Algérie, la ville est le lieu principal de coexistence entre les communautés algérienne, juive et européenne. L'arrière-pays (djebel ou Sahara) n'offre pas ce type de mixité, mais des attentats sont néanmoins perpétrés contre les populations locales ou des fermes tenues par des européens.

### Terrorisme en métropole
Le terrorisme durant la guerre n'a pas concerné que le territoire de l'Algérie, puisque des attentats contre diverses cibles et des assassinats de policiers ou d'Algériens refusant de payer l'impôt révolutionnaire, ont été commis en métropole par le FLN et ont entraîné le recours au couvre-feu pendant la période qui précède le massacre du 17 octobre 1961.
Le 25 août 1958 vit le début d'une vague d'attentats dans l'ensemble du territoire contre des postes de police, des casernes, des dépôts de carburants et autres intérêts économiques.
Selon les chiffres officiels, les affrontements entre le Front de libération nationale et le Mouvement national algérien causèrent en métropole, entre le 1er janvier 1956 et le 23 janvier 1962, 10 223 victimes dont 3 957 tués,.
L'OAS a également été active en métropole par l'intermédiaire de sa branche « OAS-Métro », responsable de l'attentat contre André Malraux qui déboucha sur l'affaire de la station de métro Charonne.

### Lutte contre le terrorisme en métropole
Le préfet de police de Paris signe le 23 août 1958 l'arrêté de création du service de coordination des affaires algériennes (SCAA). Sous la direction du cabinet du préfet, le SCAA coordonne à partir de cette date l'action des services — existants et nouveaux — spécialisés dans la lutte contre le nationalisme algérien. Outre le SAT-FMA et la section de renseignement, le SCAA supervise les opérations d'unités actives : la BAV et ses deux sections (enquêtes et voie publique), la 8e brigade territoriale (8e BT), unité territoriale de police judiciaire, les équipes spéciales de district (composée d'éléments en civil chargés de la surveillance des milieux musulmans) et, à partir du 1er décembre 1959, la force de police auxiliaire (FPA), appelée également Force auxiliaire de police (FAP).

## Listes d'attentats

### Attentats du FLN
La guerre d'Algérie est une guerre asymétrique. Les indépendantistes luttent au travers d'actes terroristes, les attentats, les assassinats et massacres se comptent par milliers. On compte par exemple plus de 200 actes terroristes en avril 1955 et plus d'un millier pour le mois de décembre 1955. Liste non exhaustive :
- Toussaint rouge, 1er novembre 1954
- Assassinat dans la nuit du 31 octobre au 1er novembre 1954 du garde forestier François Braun par Ahmed Zabana ; il est le premier indépendantiste algérien guillotiné, le 19 juin 1956
- Assassinat de l'administrateur Maurice Dupuy et son escorte à Tebessa près du marché de Souk el Adjedj (douar Bedjen). 6 cadavres affreusement mutilés sont retrouvés le lendemain[7],[8], 24 mai 1955
- Massacres du Constantinois en 1955 (dans les secteurs de El-Halia - 132 morts - et Philipeville), 20 et 21 août 1955
- Massacre de la famille Mello à Aïn Abid, dont une enfant de 5 jours coupée en deux et introduite dans le ventre de sa mère éviscérée[9]
- Le maire de Fort National est abattu d'un coup de fusil dans le dos[10]
- Attaque d'une ferme à El-Hadjar, la famille Heffner dont les enfants âgés de 27, 20 et 15 ans est égorgée et mutilée, 1er janvier 1956[11]
- La ferme Cruet à Saints-Pierre-et-Paul en Mitidja est attaquée, trois membres de la même famille sont assassinés, 16 février 1956[12]
- Attaque du car Bou Saâda - Alger[13], 24 février 1956
- Massacre au col de Deux Bassins[14] ou embuscade dite de Sakamody, sur la route d'Alger à Bir-Rabalou, un car et deux voitures sont mitraillés, 7 civils dont un couple et une fillette de sept ans sont assassinés[12] 24 février 1956
- Assassinat de 3 musulmans à l’Arba, les tortionnaires ont commencé par leur couper les paupières, le nez et les lèvres, avant de les achever tandis qu’un troisième était égorgé devant sa famille[15], 27 février 1956
- Massacre dans le village de Palestro[16], 8 mars 1956
- Début mars six fermes sont attaquées entre Thiers et Palestro, 7 civils sont tués dont trois femmes[12]
- 22 musulmans sont égorgés par le FLN et exposés sur la route, à Seddouk Wilaya de Béjaia 22 mars 1956[15]

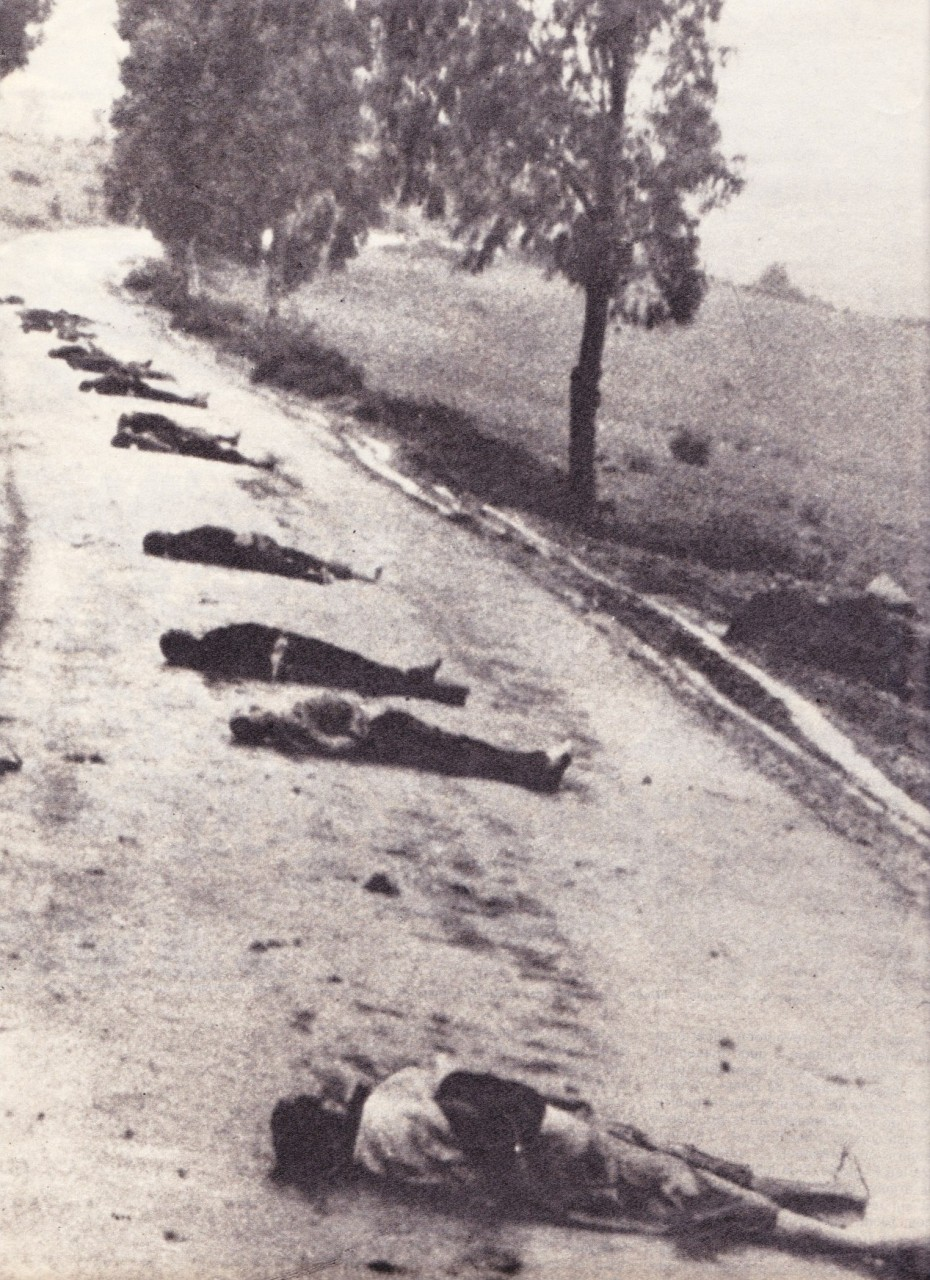
22 Algériens égorgés par le FLN et exposés sur la route, à Seddouk Wilaya de Béjaia.

- Attaque du SAS de Sidi Djillali, le médecin est torturé au fer rouge, avec un liquide bouillant puis égorgé, nuit du 28 au 29 mars 1956[17]
- 9 attentats en 48 h à Alger, (Belcourt, Casbah, rue de Lyon, Bd St Saens, Hussein Dey, Maison carrée, rue Randon)[18], 28 avril 1956
- Nuit rouge de la Soummam ou massacre d’Oued Amizour : entre 490 et plus de 1200 villageois dont des enfants, du village de Tifraten dans la basse Soummam, torturés et égorgés, avril 1956[19],[20],[21],[22],[23]
- Trois jeunes garçons d'Aïn Bêida enlevés[24], ils sont attirés dans un guet-apens par un de leurs camarades de classe musulman le 5 mai 1956, leurs corps sont retrouvés dans un puits le 23 juin 1956[11]
- Massacre en Oranie dans la plaine d'Aïn Temouchent, les rebelles attaquent une cinquantaine de fermes et massacrent soixante personnes[25], 7 mai 1956
- 46 villages attaqués dans le Constantinois[26], 9 mai 1956
- Embuscade de Palestro, 18 mai 1956
- deux musulmans du douar Zenata (Remchi), Benmrah Bouhassoun et Beneli Mohamed, sont décapités avec une Houe après avoir eu la verge sectionnée et enfoncée dans la bouche par les fellaghas[15], 27 mai 1956
- Attentats à Alger, 20 et 21 juin 1956
- Mitraillage du bdv National le 24 Juin 1956 à Aïn-Témouchent :non ciblé 3 victimes 2 musulmans 1 Espagnol,plusieurs blessés[27].
- Attentats à Alger, attaque à la grenade dans un café[28], 11 juillet 1956
- 19 militaires tombent dans une embuscade en se rendant au Douar de Sidi-Ghalem où ils étaient invités par des indigènes à boire le thé. Ils furent tous atrocement mutilés[29],[30], 18 juillet 1956
- Attentat de la rue de Thèbes, Casbah d'Alger, 10 août 1956
- Attentats du Milk-Bar et de la Cafétéria, 30 septembre 1956[31]
- Embuscades contre le 1er RIM et le RIM dans le secteur d'Aflou, 2 octobre 1956
- Attentats PC et FLN : trois bombes explosent à la Gare d'Hussein-Dey Maison Carrée[32], notamment dans un trolleybus rempli d’enfants[15],[33], 12 novembre 1956
- Assassinat d'Amédée Froger, maire de Boufarik par Ali la Pointe, 28 décembre 1956[34]
- Massacre de l'école d'Aïn Seynour dans la région de Souk Ahras, 57 petits garçons et filles égorgés, la maîtresse nue clouée sur la porte les seins coupés[35]
- Attentat à la bombe dans un trolleybus reliant Hydra à la grande Poste, 2 mort, 03 janvier 1957[34]
- 22 janvier 1957, attaque du car au Mazafran - RN 11 - Zeralda
- Attentats du Coq Hardy et de l'Otomatic, deuxième attentat de la Cafétéria, 5 morts et 32 blessés[34], 24 janvier 1957[36]
- Attentats au stade d'Alger (stade du ruisseau)[34] et au stade d'El-Biar[37] (la bombe est déposée par Baya Hocine et Bellamine Mohamed[38]), 10 février 1957 - 11 morts dont 3 enfants[34] et 50 blessés[39]
- Attentat à la grenade , cinéma Ain-Témouchent, 15 avril 1957 plusieurs victimes ,européens et musulmans
- 15 indépendantistes massacrent au couteau la famille Barral et leurs trois enfants de 20, 16 et 12 ans dans leur ferme située à 9 km de Sétif, la fille de 12 ans a été violée, 11 mai 1957[17]
- Exécutions de militaires en permission, du 3 au 17 mai 1957[40]
- Assassinats de La Rosa Augusta et Onténient Emile, le 12 mai 1957 à Bordj-Menaiel
- Assassinat d'Ali Chekkal à Colombes, 26 mai 1957
- Tueries dans les villages de d'Aïn-Manaa (27 tués, 20 blessés) et Wagram (8 tués, 4 blessés), 30 mai 1957[41]
- Massacre de Melouza (338 morts) et Wagram[42], mai-juin 1957
- Attentats des lampadaires, 10 morts dont 3 enfants et 92 blessés dont 33 amputations[34], 3 juin 1957[43]
- Massacre de Kashbah Metchta[44], 4 juin 1957
- Attentat au dancing du Casino de la Corniche, 8 morts et 92 blessés dont 10 amputations[34], 9 juin 1957[45],[46]
- Six bombes sont posées à Alger, faisant 2 morts et 7 blessés[47], 18 juillet 1957.
- Embuscade à la frontière tunisienne : seize soldats tués, 11 janvier 1958
- Assassinat du maire de Thiersville et son épouse, Félix et Madeleine Viallat, devant leurs enfants, le 8 avril 1958[48]
- Exécution par le FLN de trois soldats français, prisonniers sur le sol tunisien, 9 mai 1958
- Tuerie de Honaïne, dans l'Ouest Oranais à l'encontre de populations suspectées de vouloir répondre favorablement au référendum, 25 morts, été 1958[49]
- Attentat contre une jeep de la gendarmerie dans l'oued Djen Djen, 29 octobre 1958[34]
- Assassinat au pistolet mitrailleur d'une mère et ses deux enfants dont un bébé dans son berceau, 30 octobre 1958[34]
- Nombreux attentats FLN en Métropole, 4-9 avril 1959
- Assassinat du sénateur Chérif Benhabyles à Vichy, 28 août 1959
- Assassinat du SCH Monnier du 145 ème Bataillon de Transmissions le 24 décembre 1959 alors qu'il revenait en car d'un enterrement à Alger.
- Massacre de Rosette Ortega, gardienne du stade de la Marsa, et ses deux enfants[50], 1 mars 1962
- Pendant trois heures des membres du FLN lancent des grenades et mitraillent des cafés et restaurants, 14 mai 1962 - 24 morts et plus de 60 blessés[51]
- massacre d' Oran, juillet 1962
- Massacre des harkis, juillet août septembre 1962

### Attentats des communistes
- Attentats PC et FLN : trois bombes explosent à Alger Hussein Dey Maison Carrée[32], 12 novembre 1956
- Attentats : quatre bombes dans les églises d'Alger, cathédrale et St Vincent de Paul à Bab El Oued[52], 30 décembre 1956

### Attentats de l'ORAF
- Attentat de la rue de Thèbes (10 août 1956)
- Attentat au bazooka (16 janvier 1957)

### Attentats de l'OAS
- Assassinat de Château Royal (15 mars 1962)
- Attentat du train Strasbourg-Paris (18 juin 1961)
- Attentat du port d'Alger (2 mai 1962)
- Attentat de l'université d'Alger (7 juin 1962)

### Attentats de La Main rouge
- 28 septembre 1956 (Hambourg) : dans les bureaux de la société Otto Schlüter GmbH, une bombe de cinq kilos avec un détonateur à l'acide explose. La mère de Schlüter est grièvement blessée. Son associé, Wilhelm Lorenzen, âgé de 62 ans, décède des suites de ses blessures graves.
- 3 juin 1957 (Hambourg) : la Mercedes-Benz 220 de Schlüter explose sous le feuOtto Ernst Remer. Ingeborg, la fille de Schlüter, est légèrement blessée et sa mère mortellement blessée.
- 18 juillet 1957 (port de Tanger) : le cargo Bruja Roja de Georg Puchert est coulé par une charge.
- 20 juillet 1957 (port de Tanger) : le cotre Sirocco de Puchert est coulé par une charge.
- 1957 (Charleroi) : le patron du FLN pour la Belgique est abattu.
- 1957 (Madrid) : le secrétaire espagnol de la délégation du FLN est abattu.
- 1er octobre 1958 (Hambourg) : le cargo Bremer Atlas est partiellement coulé par des charges explosives.
- 5 novembre 1958 (Bonn) : le chef de l’agence FLN pour l'Allemagne de l'Ouest, l’avocat Améziane Aït Ahcène âgé de 27 ans, est mitraillé devant l’ambassade de Tunisie. Il meurt des mois plus tard dans un hôpital tunisien.
- 28 novembre 1958 (Rabat) : l'avocat Auguste Thuveny est tué par une bombe placée dans sa voiture. Il était l'un des avocats du FLN.
- 19 janvier 1959 (gare de Sarrebruck) : le membre du FLN, Abd-El Soualem, est assassiné.
- 3 mars 1959 (Ostende) : Al Kahira est coulé par une charge explosive.
- 21 mai 1959 (Paris) : l'avocat algérien Ould Aoudia est abattu devant son bureau, rue Saint-Marc.
- 5 juillet 1959 (Rome) : un attentat à la voiture piégée contre le représentant du FLN, Tajeb Bouhlahrouf, échoue car un enfant jouant envoie accidentellement sa balle sur sa voiture, ce qui déclenche la bombe. Le garçon de dix ans est tué par l'explosion.
- 7 septembre 1959 (Beyrouth) : Mohammed Mahmoud Djami, qui veut rencontrer Ferhat Abbas, est atteint par quatre coups de revolver alors qu'il monte à bord d'un vol à destination des États-Unis.
- 15 octobre 1960 (Munich) : Wilhelm Beissner est sérieusement blessé dans une attaque.
- 1962: Ernst-Wilhelm Springer échappe à un attentat.

### Attentats des barbouzes
Le fonds d'archives Jacques Foccart mentionne plusieurs centaines d'attentats ou d'assassinats commandités.
Parmi les cas élucidés, celui du docteur Louis Tonellot, à l'hôpital Maurice-Loustau (Al Farabi) d'Oujda (Maroc) en juin 1957.

### Attentats non élucidés
- Fusillade de la rue d'Isly (26 mars 1962)